# NHL Expansion Draft 2000
L'NHL Expansion Draft 2000 si è tenuto il 23 giugno 2000 presso il Pengrowth Saddledome di Calgary. Il draft ebbe luogo per permettere di completare il roster delle due nuove franchigie iscritte alla NHL a partire dalla stagione 2000-01: i Columbus Blue Jackets e i Minnesota Wild.

## Entry Draft
L'NHL Entry Draft 2000, il 38º draft della National Hockey League, si svolse fra il 24-25 giugno 2000 presso il Pengrowth Saddledome di Calgary. I New York Islanders selezionarono il portiere statunitense Rick DiPietro dalla Boston University, gli Atlanta Thrashers invece come seconda scelta puntarono sull'ala destra canadese Dany Heatley, proveniente dalla University of Wisconsin, mentre i Minnesota Wild scelsero in terza posizione l'ala sinistra slovacca Marián Gáborík, del Dukla Trenčín.

## Regole
A 26 delle 28 franchigie esistenti nella lega fu permesso di proteggere o un portiere più cinque difensori e nove attaccanti o due portieri più tre difensori e sette attaccanti. I roster degli Atlanta Thrashers e dei Nashville Predators furono protetti dalla selezione.
Per le squadre che sceglievano di proteggere un portiere non vi erano requisiti richiesti, mentre per le franchigie che scelsero di proteggere la coppia di portieri furono posti dei vincoli: entrambi dovevano aver giocato almeno 10 incontri nella stagione 1999-2000 o un totale di 25 incontri fra il 1998 ed il 2000. Inoltre nelle gare conteggiate il portiere doveva aver giocato almeno 31 minuti.
Almeno un difensore lasciato libero da ogni franchigia doveva aver giocato almeno 40 partite nella stagione 1999-2000 o 70 incontri fra il 1998 ed il 2000. Anche almeno due degli attaccanti lasciati liberi da ogni squadra dovevano rispettare gli stessi criteri adottati per i difensori.
In totale furono selezionati 52, due da ogni franchigia partecipante. Da una squadra potevano essere scelti in alternativa o un portiere o un difensore. Sia i Blue Jackets che Wild adoperarono le loro prime 24 scelte per selezionare tre portieri, otto difensori e tredici attaccanti. Infine le ultime due scelte di ciascuna squadra furono libere.

## Expansion Draft

### Columbus Blue Jackets
| Scelta # | Giocatore         | Posizione    | Selezionato dai     |
| -------- | ----------------- | ------------ | ------------------- |
| 1        | Rick Tabaracci    | Portiere     | Colorado Avalanche  |
| 4        | Frédéric Chabot   | Portiere     | Montreal Canadiens  |
| 5        | Dwayne Roloson    | Portiere     | Buffalo Sabres      |
| 8        | Mattias Timander  | Difensore    | Boston Bruins       |
| 9        | Bert Robertsson   | Difensore    | Edmonton Oilers     |
| 11       | Tommi Rajamaki    | Difensore    | Toronto Maple Leafs |
| 14       | Jamie Pushor      | Difensore    | Dallas Stars        |
| 16       | Lyle Odelein      | Difensore    | Phoenix Coyotes     |
| 17       | Radim Bičánek     | Difensore    | Chicago Blackhawks  |
| 19       | Mathieu Schneider | Difensore    | New York Rangers    |
| 22       | Jonas Junkka      | Difensore    | Pittsburgh Penguins |
| 23       | Geoff Sanderson   | Ala sinistra | Buffalo Sabres      |
| 26       | Turner Stevenson  | Ala destra   | Montreal Canadiens  |
| 28       | Robert Kron       | Centro       | Carolina Hurricanes |
| 29       | Steve Heinze      | Ala destra   | Boston Bruins       |
| 31       | Tyler Wright      | Centro       | Pittsburgh Penguins |
| 34       | Kevyn Adams       | Centro       | Toronto Maple Leafs |
| 36       | Dmitrij Subbotin  | Ala sinistra | New York Rangers    |
| 38       | Dallas Drake      | Ala destra   | Phoenix Coyotes     |
| 39       | Bruce Gardiner    | Centro       | Tampa Bay Lightning |
| 42       | Barrie Moore      | Ala sinistra | Washington Capitals |
| 44       | Martin Streit     | Ala sinistra | Philadelphia Flyers |
| 45       | Kevin Dineen      | Ala destra   | Ottawa Senators     |
| 47       | Jeff Williams     | Ala sinistra | New Jersey Devils   |
| 50       | Sergej Lučinkin   | Centro       | Dallas Stars        |
| 52       | Ted Drury         | Centro       | New York Islanders  |

### Minnesota Wild
| Scelta # | Giocatore          | Posizione    | Selezionato dai      |
| -------- | ------------------ | ------------ | -------------------- |
| 2        | Jamie McLennan     | Portiere     | St. Louis Blues      |
| 3        | Mike Vernon        | Portiere     | Florida Panthers     |
| 6        | Chris Terreri      | Portiere     | New Jersey Devils    |
| 7        | Sean O'Donnell     | Difensore    | Los Angeles Kings    |
| 10       | Curtis Leschyshyn  | Difensore    | Carolina Hurricanes  |
| 12       | Ladislav Benýšek   | Difensore    | Mighty Ducks Anaheim |
| 13       | Chris Armstrong    | Difensore    | San Jose Sharks      |
| 15       | Filip Kuba         | Difensore    | Calgary Flames       |
| 18       | Oleg Orechovskij   | Difensore    | Washington Capitals  |
| 20       | Ian Herbers        | Difensore    | New York Islanders   |
| 21       | Artëm Anisimov     | Difensore    | Philadelphia Flyers  |
| 24       | Stacy Roest        | Centro       | Detroit Red Wings    |
| 25       | Darryl Laplante    | Centro       | Detroit Red Wings    |
| 28       | Scott Pellerin     | Ala sinistra | St. Louis Blues      |
| 30       | Jim Dowd           | Centro       | Edmonton Oilers      |
| 32       | Sergej Krivokrasov | Ala destra   | Calgary Flames       |
| 33       | Jeff Nielsen       | Ala destra   | Mighty Ducks Anaheim |
| 35       | Jeff Odgers        | Ala destra   | Colorado Avalanche   |
| 37       | Steve McKenna      | Ala sinistra | Los Angeles Kings    |
| 40       | Michal Broš        | Centro       | San Jose Sharks      |
| 41       | Joé Juneau         | Centro       | Ottawa Senators      |
| 44       | Darby Hendrickson  | Centro       | Vancouver Canucks    |
| 46       | Jeff Daw           | Centro       | Chicago Blackhawks   |
| 48       | Stefan Nilsson     | Ala sinistra | Vancouver Canucks    |
| 49       | Zac Bierk          | Portiere     | Tampa Bay Lightning  |
| 51       | Cam Stewart        | Ala sinistra | Florida Panthers     |

## Trattative
Per non aver selezionato determinati giocatori i Blue Jackets e i Wild ricevettero come premio altri giocatori da parte di alcune franchigie:
- Columbus

San Jose cedette Jan Čaloun insieme a due scelte dei Draft 2000 e 2001 a Columbus per non aver selezionato il portiere Evgenij Nabokov.
Buffalo cedette Jean-Luc Grand-Pierre e Matt Davidson insieme a due scelte dei Draft 2000 e 2001 a Columbus per non aver selezionato alcun portiere.
- Minnesota

San Jose cedette Andy Sutton insieme a due scelte dei Draft 2000 e 2001 a Minnesota per non aver selezionato il portiere Evgenij Nabokov.

## Dopo il draft
Diversi giocatori scelti dai Blue Jackets e dai Wild nell'Expansion Draft non rimasero a lungo presso la nuova franchigia. Alcuni di loro cambiarono squadra il giorno stesso:
- Columbus

Turner Stevenson (ceduto a New Jersey nell'ottica di uno scambio precedente)
- Minnesota

Mike Vernon (ceduto a Calgary per Dan Cavanaugh e una scelta al Draft 2001)
Chris Terreri (ceduto insieme a una scelta del Draft 2000 a New Jersey per Brad Bombardir)
Joe Juneau (ceduto a Phoenix per Rickard Wallin)
Altri cambiarono squadra prima dell'inizio della stagione 2000-2001:
- Columbus

Dallas Drake (ingaggiato dai St. Louis Blues)
Mathieu Schneider (ingaggiato dai Los Angeles Kings)
Dwayne Roloson (ingaggiato dai Worcester IceCats)
- Minnesota

Jeff Odgers (ingaggiato da waiver dagli Atlanta Thrashers)